# Doris et Jean-Louis Le May
Pour les articles homonymes, voir Le May.
Jean-Louis Le May (né Jean-Louis Cauderon à Paris 14e le 20 juin 1917 et mort à Saint-Cyr-sur-Loire le 10 novembre 2009) et Doris Le May (née en 1942) sont un couple d'écrivains de science-fiction, qui signaient sous leurs initiales J. et D. Le May de 1966 à 1978, date à partir de laquelle Jean-Louis Le May écrit seul.

## Biographie
Ils commencent à publier avec leur premier roman La Chasse à l'impondérable en 1966, dans la collection Anticipation du Fleuve noir. Dans cette collection, ils publient ensemble une quarantaine de romans de science-fiction, principalement des space operas, jusqu'en 1978. À partir de 1979, Jean-Louis Le May publie seul douze romans post-apocalyptiques, Chroniques des temps à venir (dont deux ont été réédités en 2012). Une dizaine d'autres titres paraissent jusqu'en 1987.

## Œuvres (quelques titres)
- Enquêtes Galactiques 1 - La Chasse à l'impondérable, 1966 - Fleuve Noir Anticipation No 304
- Enquêtes Galactiques 2 - L'Oenips d'Orlon, 1967 - Fleuve Noir Anticipation No 312
- Enquêtes Galactiques 3 - L'hypothèse Tétracérat, 1978 - Fleuve Noir Anticipation No 883
- Enquêtes Galactiques 3 - L'épaisse fourrure des Quadricornes, 1978 - Fleuve Noir Anticipation No 889
- L'étoile régatonne 1 - Il était une voile parmi les étoiles, 1976 - Fleuve Noir Anticipation No 759
- L'étoile régatonne 2 - L'étoile régatonne, 1977 - Fleuve Noir Anticipation No 777
- L'étoile régatonne 3 - Défi dans l'uniformité, 1977 - Fleuve Noir Anticipation No 785
- L'étoile régatonne 4 - Inu Shivan, dame de Shtar, 1977 - Fleuve Noir Anticipation No 824

- Les Drogfans de Gersande, 1967 - Fleuve Noir Anticipation No 327
- L'odyssée du delta, 1968 - Fleuve Noir Anticipation No 339
- Message pour l'avenir., 1968 - Fleuve Noir Anticipation No 347
- La Planète des Optyrox, 1968 - Fleuve Noir Anticipation No 358
- Arel d'Aramante, 1968 - Fleuve Noir Anticipation No 368
- Solution de continuité, 1969 - Fleuve Noir Anticipation No 382
- Demain le froid, 1969 - Fleuve Noir Anticipation No 389
- La quête du Frohle d'Esylée, 1969 - Fleuve Noir Anticipation No 399
- La plongée des corsaires d'Hermos, 1970 - Fleuve Noir Anticipation No 408
- La mission d'Eno Granger, 1970 - Fleuve Noir Anticipation No 416
- Irimanthe, 1970 - Fleuve Noir Anticipation No 436
- Les montagnes mouvantes, 1971 - Fleuve Noir Anticipation No 444
- Les Landes d'Achernar, 1971 - Fleuve Noir Anticipation No 462
- Les Trophées de la cité morte, 1971 - Fleuve Noir Anticipation No 475
- Les Cristaux de Sigel Alpha, 1971 - Fleuve Noir Anticipation No 484
- Vacances spatiales, 1972 - Fleuve Noir Anticipation No 500
- Les Hydnes de Loriscamp, 1972 - Fleuve Noir Anticipation No 515
- Les fruits du Métaxylia,, 1972 Fleuve Noir Anticipation No 524 - Tome #1 du cycle Metaxylia.
- Les créateurs d'Ulnar, 1972 - Fleuve Noir Anticipation No 535
- Les Trésors de Chrysoréade, 1973 - Fleuve Noir Anticipation No 581
- L'empreinte de Sark Ergan (FN 550 -1973) suivi de Dame Lueen (FN564 - 1973) et Stellan (FN624 - 1974)
- Yetig de la nef monde, 1974 - Fleuve Noir Anticipation No 611
- Échec à la raison, 1975 - Fleuve Noir Anticipation No 664 - Tome #2 du cycle Metaxylia.
- Énigme aux confins, 1976 - Fleuve Noir Anticipation No 736
- L'Ophrys et Les Protistes, 1976 - Fleuve Noir Anticipation No 745
- Quelques lingots d'iridium, 1976 - Fleuve Noir Anticipation No 845
- Ce monde qui n'est plus nôtre, 1976
- Défi dans l'uniformité, 1977
- Dal'nim, 1977
- L'Épaisse Fourrure des quadricornes, 1978

### Jean-Louis Le May
- L'Ombre dans la vallée, 1979[4]
- Le Viaduc perdu, 1979
- Le Verbe et la Pensée, 1979
- Les Volcans de Mars, 1981
- Reflets d'entre-temps, 1984
- L'Hérésie magicienne, 1987
- Heyoka Wakan, 1980